# Carlos de Borja y Centellas
Carlos de Borja y Centellas (Gandía, 30 de abril de 1663 - Segóvia, 8 de agosto de 1733) foi um arcebispo católico romano e cardeal espanhol do século XVIII.

## Biografia
Nasceu em Gandía em 30 de abril de 1663, Gandía, diocese de Valência, Espanha. Quarto filho de Francisco Carlos de Borja y Centellas, 9º duque de Gandía, e da duquesa Maria Ponce de León. Irmão do cardeal Francisco Antonio de Borja-Centelles y Ponce de Léon (1700). Seu sobrenome também está listado como Centelles. Ele estava destinado a uma carreira eclesiástica desde a idade jovem.
Recebeu sua educação inicial em casa; em seguida, estudou por dez anos, 1669 a 1679, no Colégio Maior de San Ildefonso, Universidade de Alcalá, Alcalá (doutorado in utroque iure, direito canônico e civil).
Ordenado (sem mais informações encontradas). Cônego do capítulo da catedral de Toledo. Arquidiácono de Madri. Vice-esmoleiro maior do rei Carlos II de Espanha. Prior de Santa María del Sar em Santiago de Compostela. Abade nullius de Alcalá la Real, Burgohondo (de 30 de abril de 1724 até sua morte) e Santa Pía. Abade de Santa Leocádia de Toledo. Em 1698, tornou-se membro do Consejo de Órdenes com o hábito de Alcántara; e mais tarde, recebeu o cargo de sumiller de cortina do rei Filipe V de Espanha e membro do Conselho de Itália. Em 1701, acompanhou o rei a Barcelona e à Itália. Nomeado vigário geral dos exércitos de terra e mar em 1702.
Eleito arcebispo titular de Trebisonda, 20 de julho de 1705. Consagrado, mosteiro da Encarnação, Agostinianas Descalças, 30 de novembro de 1705, Madri, por Francesco Acquaviva d'Aragona, arcebispo titular de Larissa, núncio na Espanha, assistido por Francisco Solís Hervás, O. de M., bispo de Lérida, e por Julián Cano Tevar, OCD, bispo de Urgel; o rei e a rainha e toda a corte compareceram à cerimônia. Ele manteve todos os seus benefícios. Promovido ao patriarcado titular das Índias Ocidentais, mantendo a sé titular, em 3 de outubro de 1708; e também pró-capelão e esmola-mor do palácio. Em 1709 baptizou o Infante Felipe. Em 1713 foi admitido na Venerável Congregação de San Pedro de padres madrilenhos, da qual foi capelão três vezes. Em 1720, administrou o batismo a outro infante, também chamado Felipe.
Criado cardeal sacerdote no consistório de 30 de setembro de 1720; o rei impôs-lhe o barrete vermelho, enviado pelo papa, na capela real a 2 de fevereiro de 1721; recebeu o chapéu vermelho em 10 de junho de 1720; e o título de S. Pudenziana, 21 de junho de 1721. Não participou do conclave de 1721, que elegeu o Papa Inocêncio XIII, por ter chegado atrasado. Em 21 de janeiro de 1722, celebrou o casamento do príncipe das Astúrias e Isabel de Orléans. Participou do conclave de 1724, que elegeu o Papa Bento XIII. Em 24 de novembro de 1724, ele administrou o juramento do reino ao príncipe Fernando na igreja de San Jerónimo el Real em Madrid. Na casa real de Madrid, em 27 de dezembro de 1727, celebrou o casamento da Infanta María Ana Victoria com o Príncipe José do Brasil, herdeiro do trono de Portugal e filho mais velho do Rei João V. Não participou do conclave de 1730, que elegeu o Papa Clemente XII.
Morreu em Segóvia em 8 de agosto de 1733, Real Sítio de San Ildefonso (La Granja), Segóvia. Exposto naquele mesmo lugar; e sepultado na casa professa da Companhia de Jesus em Madrid. Em Roma, exéquias solenes foram celebradas em 26 de agosto de 1733 pela Congregação de San Pedro; e a oração fúnebre foi pronunciada pelo Dr. Policarpo Gazini y Rozas.